# Assedio di Kaunas
L'assedio di Kaunas fu un attacco posto in essere dall'ordine teutonico ai danni del nuovo castello di Kaunas, costruito nella primavera del 1362: si trattava del primo castello in mattoni ultimato dal Granducato di Lituania. Dopo circa un mese di assedio, il castello andò espugnato e distrutto: il comandante di guardia, Vaidotas, figlio di Kęstutis, e altri 36 furono fatti prigionieri. La sconfitta, seguita dalla distruzione di Veliuona e Pieštvė l'anno successivo, indebolì gravemente le difese lituane lungo il fiume Nemunas e spianò la strada per la Lituania centrale agli attacchi teutonici.

## Contesto storico
L'ordine teutonico intraprese una prolungata crociata contro il pagano Granducato di Lituania nel tentativo di conquistarlo e convertirlo al cristianesimo. Il fiume Nemunas finì per diventare una frontiera naturale e, in più punti lungo le rive, si decise di dare forma a una rete di castelli e strutture difensive. Le fortezze lituane erano perlopiù di legno (si pensi a Kolainiai, Veliuona, Pieštvė, Paštuva, Bisenė) finché non si incominciò a costruire con pietre e mattoni rossi per la prima volta il castello di Kaunas, localizzato vicino alla confluenza del Nemunas e del Neris. In realtà, la struttura era stata rimessa in piedi sui resti di un edificio precedente, essendo in passato fatta di legno.

## Assedio

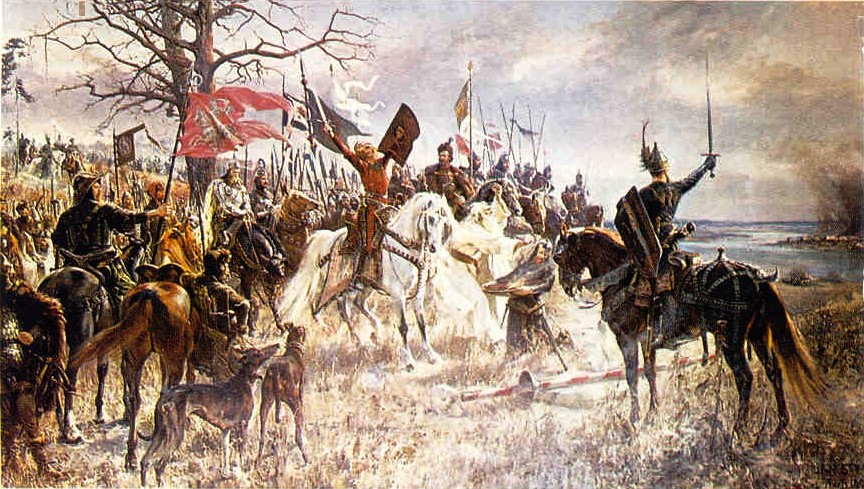
Giuramento di Vitoldo il Grande, granduca di Lituania, presso le rovine del castello di Kaunas nel 1362 di Jan Styka (1901). Si tratta di un'opera storicamente inverosimile, in quanto a quell'epoca Vitoldo era un bambino

Nel 1361, l'ordine religioso cavalleresco inviò il fratello Enrico di Schöningen in missione di ricognizione al fine di studiare le dimensioni della nuova roccaforte difensiva, in maniera tale da poter progettare un assedio efficace il prossimo inverno. Si tratta della prima esplicita menzione del castello di Kaunas in fonti scritte; la città sarebbe invece comparsa nei testi solo nel 1384. Nella primavera del 1362, l'ordine organizzò una vasta campagna con crociati ospiti provenienti da Inghilterra, Italia, Sacro Romano Impero e altre regioni del centro Europa. Le truppe risalirono il corso del Nemunas, aggirando silenziosamente le fortezze lituane per poi sbarcare a ridosso di Kaunas. Per due giorni costruirono ponti e raggiunsero il castello il 13 marzo.
I teutonici scavarono trincee, realizzarono terrapieni e riempirono il fossato di terra. Per proteggersi dall'attacco lituano, si decise di scavare un canale che collegasse il Nemunas al Neris, tagliando così il castello dalla terraferma. I lavori proseguirono con la creazione di torri d'assedio e trabucchi, funzionali a distruggere due delle torri angolari. Per quanto riguardava i baltici, la difesa venne organizzata da Vaidotas, figlio del granduca Kęstutis. I difensori scagliarono frecce, respinsero le macchine d'assedio e riuscirono in tempi brevissimi a costruire una torre in legno nei pressi del Neris da cui scagliare frecce sugli invasori. Tuttavia, la postazione andò altrettanto rapidamente distrutta e i resti finirono nel fiume. Dopo aver ingaggiato battaglia, i cavalieri continuarono ad affollare le mura esterne, tenendo così occupati i difensori fuori dalle mura interne. Alla fine, si riuscì ad aprire un varco in un punto in cui la costruzione era più debole, causando però la morte sotto le macerie di combattenti di entrambi gli schieramenti. Gli attaccanti continuarono a colpire e distruggere le mura interne, mentre i difensori all'inverso tentavano di rimediare quanto prima fosse possibile.

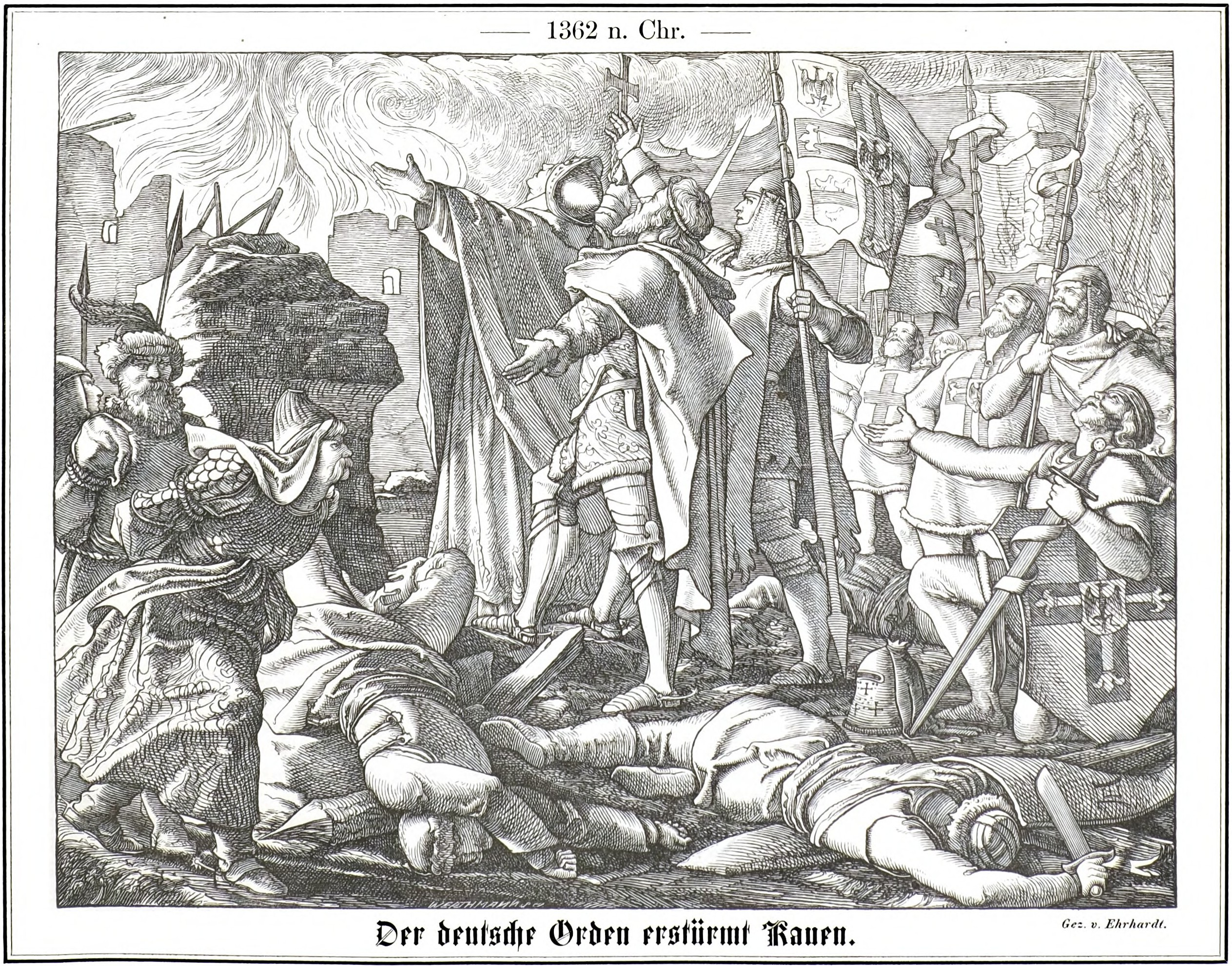
L'ordine teutonico assalta Kauen di Adolf Ehrhardt (1862)

Il 10 aprile, i crociati ricevettero rinforzi dall'ordine di Livonia, attivo nelle odierne Lettonia ed Estonia, riuscendo a quel punto a circondare il castello da tutti i lati. Nonostante si fosse riusciti a creare un varco nelle mura, i difensori resistettero strenuamente. Nel corso di una fase di stallo, Kęstutis tentò di inviare delegati al fine di negoziare con il Gran maestro Winrich von Kniprode, senza ottenere alcun risultato. Ripresi gli scontri, il muro interno crollò, costringendo i lituani a difendere da altre posizioni. Gli attaccanti scagliarono resina ardente e legna imbevuta di linfa, dando fuoco alle strutture di legno dentro alle mura. I difensori rimanenti tentarono di sfondare, ma Vaidotas e 36 uomini finirono catturati e, infine, il castello cadde il 17 aprile, il giorno di Sabato Santo. La Chronica nova Prutenica di Wigand di Marburgo riporta che l'esercito teutonico cantava Christ ist erstanden! ("Cristo è risorto") dopo aver prevalso sugli avversari di fede pagana.

## Conseguenze
I teutonici non tentarono di insediarsi stabilmente a Kaunas e tornarono in Prussia il 18 aprile 1362. I lituani si affrettarono a ricostruire una postazione, selezionando stavolta come luogo l'isola di Vyrgalė, localizzata alla foce del Nevėžis a circa 7 km a sud di Kaunas. La Nuova Kaunas non durò comunque a lungo, venendo distrutta nell'aprile 1363 insieme a Veliuona e Pieštvė. Questa sequenza di eventi indebolì gravemente le difese lituane lungo il Nemunas e diede il via al periodo più intenso di lotte della crociata lituana in direzione della Lituania centrale, inclusi i centri abitati di Vilnius e Trakai. Il castello di Kaunas fu poi ricostruito nel 1368 sulle fondamenta del primo muro interno.